# Théâtre de Tampere
Le Théâtre de Tampere (finnois : Tampereen Teatteri) est un théâtre  situé au centre de la ville de Tampere en Finlande.

## Histoire
Le théâtre commence ses activités en 1903 mais n'ayant pas de bâtiment dédié il doit déménager plusieurs fois.
Un bâtiment conçu par Kauno Kallio et Oiva Kallio dans un Style romantique national est construit en 1912 sur la place centrale de Tampere sur la rive du Tammerkoski.
Le bâtiment est inauguré le 14 février 1913 et sert encore de salle principale.
En 1982, une deuxième salle appelée le théâtre Frenckell est ouverte dans l'ancien quartier Frenckell des usines Finlayson.

## Directeurs du théâtre
| Nom                | Période   |
| Kaarle Halme       | 1904–1905 |
| Elli Tompuri       | 1905      |
| Pontus Artti       | 1905–1906 |
| Aarne Orjatsalo    | 1906      |
| Hemmo Kallio       | 1906–1907 |
| Pekka Alpo         | 1907–1912 |
| Jalmari Hahl       | 1912–1915 |
| J. A. Pärnänen     | 1915–1916 |
| Valle Sorsakoski   | 1916–1917 |
| Jalmari Lahdensuo  | 1917–1918 |
| Mia Backman        | 1918–1921 |
| Jalmari Lahdensuo  | 1921–1923 |
| Teuvo Puro         | 1923–1924 |
| Eino Salmelainen   | 1925–1934 |
| Wilho Ilmari       | 1934–1937 |
| Arvi Kivimaa       | 1937–1940 |
| Kaarlo Aarni       | 1940–1942 |
| Raoul af Hällström | 1942–1943 |
| Glory Leppänen     | 1943–1949 |
| Jouko Paavola      | 1949–1955 |
| Sakari Puurunen    | 1955–1959 |
| Kalervo Nissilä    | 1959–1963 |
| Rauli Lehtonen     | 1963–1988 |
| Esko Roine         | 1988–1998 |
| Heikki Vihinen     | 1998–2010 |
| Reino Bragge       | 2010–     |